# Communauté de communes Lisieux Pays d'Auge
La communauté de communes Lisieux Pays d'Auge est une ancienne communauté de communes française, située dans le département du Calvados et la région Basse-Normandie. Au 1er janvier 2013, les communautés de communes Lisieux Pays d'Auge et Moyaux porte du pays d'Auge ont fusionné pour créer la communauté de communes Lisieux cœur pays d'Auge.

## Historique
La communauté de communes est créée le 28 novembre 2002. Elle est dissoute le 1er janvier 2013, jour de son intégration à la communauté de communes Lisieux cœur pays d'Auge, fusionnant avec la communauté de communes Moyaux Porte du Pays d'Auge.

## Composition
Elle était composée de vingt-quatre communes réparties sur les cinq cantons suivants :
- Une commune du canton de Blangy-le-Château

1. Coquainvilliers

- Une commune du canton de Lisieux-2

1. Saint-Martin-de-la-Lieue

- Deux communes du canton d'Orbec

1. Courtonne-les-Deux-Églises
2. Saint-Martin-de-Mailloc

- Sept communes du canton de Lisieux-1

1. Beuvillers
2. Courtonne-la-Meurdrac
3. Glos
4. Hermival-les-Vaux
5. Le Mesnil-Guillaume
6. Ouilly-le-Vicomte
7. Rocques

- Douze communes du canton de Lisieux-3

1. La Boissière
2. La Houblonnière
3. Lessard-et-le-Chêne
4. Le Mesnil-Eudes
5. Le Mesnil-Simon
6. Les Monceaux
7. Le Pré-d'Auge
8. Prêtreville
9. Saint-Désir
10. Saint-Germain-de-Livet
11. Saint-Jean-de-Livet
12. Saint-Pierre-des-Ifs

- Lisieux, chef-lieu des 3 cantons (Lisieux 1, Lisieux 2, Lisieux 3)

1. Lisieux

## Compétences
- Aménagement de l'espace
  - Schémas directeur et de secteur : création et réalisation de zones d’activité
  - Schéma de cohérence territoriale (SCOT)
  - Dispositifs d’intérêt communautaire (élaboration et approbation dans le cadre de la contratualisation avec l’État et la Région, charte de pays).
- Développement économique
  - Aménagement, entretien et gestion de zones d’activité économique d’intérêt communautaire. Toutes les zones existantes et futures sont d’intérêt communautaire. La communauté de communes exerce sur ces zones, toute maîtrise d’ouvrage aussi bien en matière de bâtiment que de viabilité et réseaux divers, et procède à tous achats, toutes locations, mises à disposition et ventes. Les conditions financières et patrimoniales de transfert des zones d’activité existantes sont régies selon les modalités prévues à l’article 11 du statut.
  - À sa création, la communauté de communes se substitue à ses communes membres ainsi qu’à toute structure intercommunale, non dissoute par sa création, dans toutes opérations d’ateliers-relais en cours.
  - La communauté de communes mène toutes actions de développement économique d’intérêt communautaire.
  - La communauté de communes mène toutes actions concernant les entreprises, l’emploi, et notamment :
    - l’accueil des entreprises, la coordination avec les différents acteurs
    - la promotion économique
    - les services aux entreprises, la location de bâtiments, la pépinière d’entreprises existante ou à créer, le complexe Parc des Expositions, l'hippodrome, le marché aux bestiaux
    - les subventions aux associations relevant des domaines de compétence de la communauté
    - les aides aux entreprises dans le cadre des textes en vigueur
    - l’exercice de toute opération d’ateliers-relais en cours ou à réaliser
    - les autorisations administratives autres que celles relevant des pouvoirs de police du maire
    - les animations avec les commerces
    - les actions entreprises au titre de l’artisanat et du commerce
    - toutes actions en faveur de l’emploi
- Le Développement touristique
  - La communauté de communes mène toutes actions touristiques d’intérêt communautaire, et notamment :
    - la définition d’une politique commune
    - l'Office du tourisme
    - l'aide aux entreprises relevant de ce secteur dans le cadre des textes en vigueur
    - les subventions aux associations relevant de ce domaine
    - la création, gestion d’équipements touristiques et notamment de campings
    - la promotion des produits et des atouts du territoire de la communauté
    - la mise en valeur du patrimoine
    - le développement d’animations, de circuits de visite.
- Collecte et traitement des déchets ménagers
  - Déchets ménagers, y compris déchets spéciaux
  - Déchets assimilés : déchets produits par les commerçants, artisans, restaurateurs et administrations
  - Déchets d’emballages non domestiques < 1 100 litres par semaine
- Culture
  - Gestion de l’École nationale de musique et de danse, du Musée d'art et d'histoire, de l'école d'arts plastiques, du château de Saint-Germain-de-Livet et de la médiathèque
  - Subventions aux associations relevant de ce domaine
  - Entretien et investissement des équipements mis à disposition des établissements en gestion et théâtre de Lisieux Pays d’Auge
  - Médiathèque André-Malraux de Lisieux
  - Harmonisation des tarifs pour les habitants de la communauté de communes
- Voirie
  - Élagage des haies, broyage des berges et talus sur tout chemin qui mène à une habitation (hors voies privées) ou tout chemin hors voies privées
  - Curage des fossés
  - Création et entretien de toute nouvelle voie d’intérêt communautaire
- Sport
  - Gestion, entretien et investissement du centre nautique « Le Nautile »
  - Subventions aux associations relevant de ce domaine
  - Harmonisation des tarifs pour les habitants de la communauté de communes

## Administration
| Période      | Période       | Identité       | Étiquette | Qualité          |
| ------------ | ------------- | -------------- | --------- | ---------------- |
| janvier 2003 | décembre 2012 | Bernard Aubril | UMP       | Maire de Lisieux |